# Um Hye-jin
Um Hye-jin – południowokoreańska zapaśniczka w stylu wolnym. Zajęła 15 miejsce w mistrzostwach świata w 2007. Złota medalistka mistrzostw Azji w 2008 roku.